# Mycetophila sigmoides
Mycetophila sigmoides är en tvåvingeart som beskrevs av Friedrich Hermann Loew 1870. Mycetophila sigmoides ingår i släktet Mycetophila och familjen svampmyggor. Enligt den finländska rödlistan är arten sårbar i Finland. Artens livsmiljö är naturlundskogar. Inga underarter finns listade i Catalogue of Life.